# Augustin Haller von Hallerstein
Augustin Ferdinand Haller von Hallerstein (in sloveno Ferdinand Avguštin Haller von Hallerstein, noto anche come August Allerstein o in cinese come Liu Songling (劉松齡); Lubiana, 27 settembre 1703 – Pechino, 29 ottobre 1774) è stato un gesuita e missionario tedesco.
Hallerstein fu inoltre un astronomo, matematico, demografo, cartografo e studioso della lingua mandarina. Trascorse 35 anni della sua vita alla corte dell'imperatore Qianlong come responsabile dell'osservatorio astronomico imperiale.

## Biografia

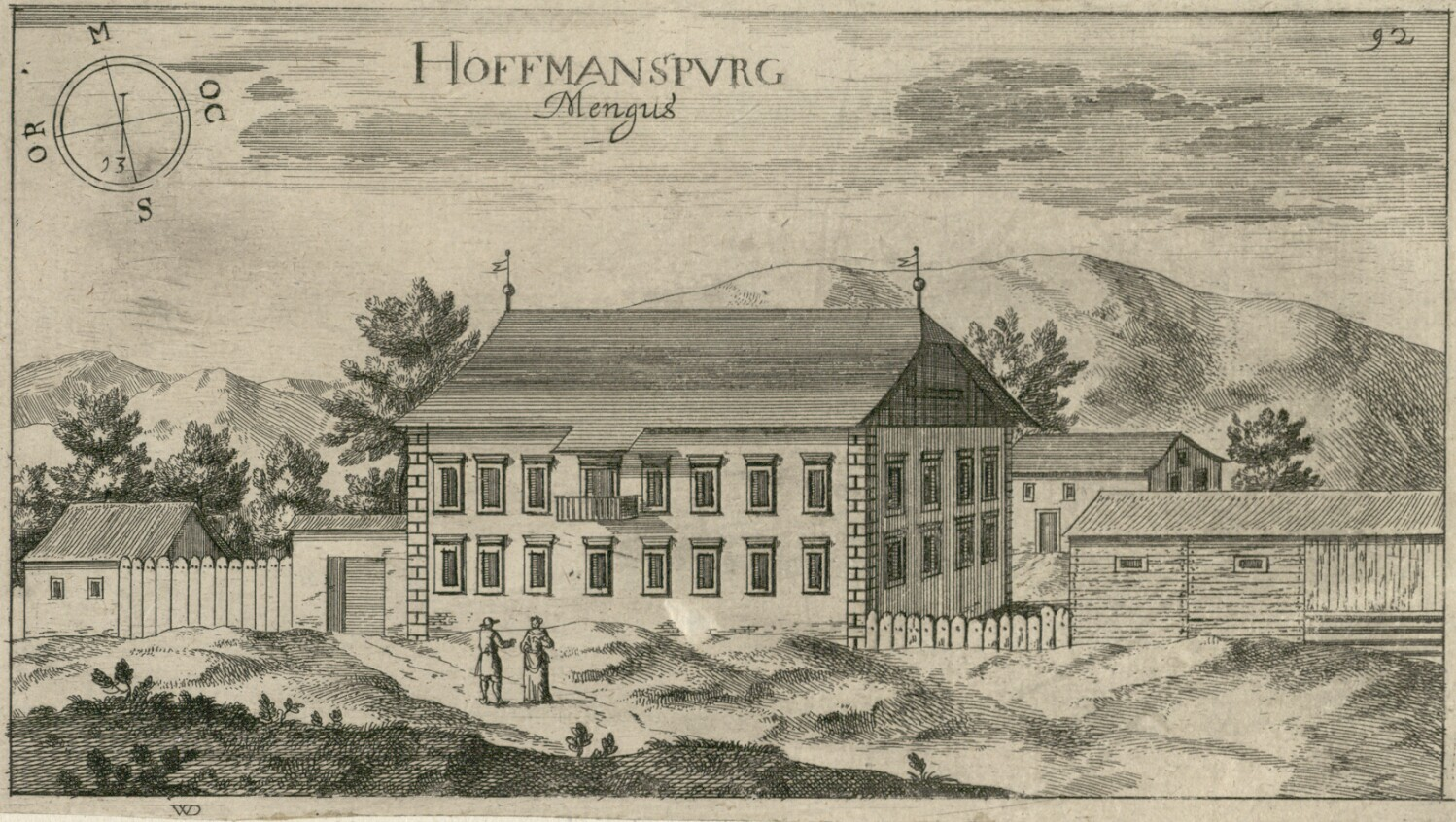
Il castello di Ravbar

Hallerstein nacque a Lubiana, in Carniola (all'epoca parte dei territori della Monarchia asburgica, oggi in Slovenia), membro della nobile famiglia degli Haller von Hallerstein, originaria di Norimberga, in Germania. Trascorse la sua giovinezza a Mengeš, dove la sua famiglia era proprietaria del castello di Ravbar, e compì i propri studi nel collegio dei gesuiti di Lubiana dove probabilmente maturò anche la sua vocazione sacerdotale e missionaria.
Fu membro dell'Accademia delle Scienze e pubblicò una serie di studi scientifici sia a Roma che a Lisbona, città quest'ultima dove coltivò una stretta amicizia con la regina Maria Anna d'Asburgo. Fu dal Portogallo che decise di viaggiare nelle Indie come missionario, lavorando dapprima a Goa ed a Macao e successivamente continuando il suo viaggio sino a Pechino, in Cina.
L'imperatore Qianlong, viste le sue straordinarie doti e le sue conoscenze in campo astronomico e matematico, lo impiegò da subito come direttore del gabinetto astronomico imperiale dove egli ebbe modo di inventare una sfera armillare con anelli rotanti, ancora oggi conservata presso l'edificio dell'ex osservatorio (oggi un museo).
Su sua intuizione e col consenso dell'imperatore, Hallerstein fu inoltre il primo demografo a stabilire l'esatta popolazione della Cina, confermando i calcoli del suo predecessore alla carica, padre Amiot, ed il progressivo incremento della popolazione cinese. Nel venticinquesimo anno della sua permanenza in Cina egli rilevò la presenza di 196.837.977 abitanti, e l'anno successivo erano saliti a 198.214.624.
Nel 1751 e sino al 1758, papa Benedetto XIV lo nominò visitatore della Santa Sede in Cina, nel 1757–1762 e nel 1766–1774 fu provinciale della missione dei gesuiti in Estremo Oriente. Von Hallerstein morì di infarto nel 1774 dopo aver ricevuto la notizia dell'abolizione dell'ordine dei gesuiti da parte di papa Clemente XIV.
Le sue lettere in Europa vennero tradotte e pubblicate a Budapest sul finire del XVIII secolo.
Gli è stato dedicato l'asteroide 15071 Hallerstein.